# 湾仔北站
灣仔北站是珠机城际铁路的地下車站，位於广东省珠海市香洲区湾仔街道南灣南路下方、湾仔口岸旁。本站於2020年8月18日開放啟用。

## 車站結構
车站为地下三层三跨明挖车站，结构全长268米、深度最深达27.5米。
| 地下一层 | 站厅     | 进出站口、售票处、候车厅            |  |  |
| 地下二层 | 设备层   | 车站设备                            |  |  |
| 地下三层 | 2站台    | 珠机城际 珠海机场方向（下站：湾仔） |  |  |
|          | 岛式站台 |                                     |  |  |
|          | 1站台    | 珠机城际 珠海方向（下站：珠海）     |  |  |

## 历史
湾仔北站于2016年9月主体结构封底，2017年5月17日实现主体结构封顶。
2020年8月18日，车站随珠机城际一期开通而啟用。2022年6月20日全国铁路季度调图后，不再有列车停靠本站。2024年7月1日起，本站恢复运营。